# 주한 케냐 대사관
주한 케냐 대사관(스와힐리어: Ubalozi wa Kenya nchini Korea, 영어: Embassy of Kenya in Korea)은 대한민국 서울특별시 용산구 이태원동 243-36에 위치하고 있는 케냐 대사관이다. 현직 주한 케냐 대사는 므웬데 므윈지이다.

## 역사
대한민국은 케냐가 독립하자 바로 승인하였고 양국은 1964년에 외교 관계를 수립했다.
대한민국은 케냐가 독립하기 직전인 1963년에 케냐의 수도인 나이로비에 총영사관을 세웠다. 1964년에는 이 총영사관을 주케냐 대한민국 대사관으로 승격시켰는데, 동아프리카에 세워진 한국 공관으로는 가장 역사가 깊다.
2007년 7월에 드디어 주한 케냐 대사관이 개설되었다.

## 주요 업무
주요 업무는 대한민국 정부와의 외교, 교섭, 투자 유치 활동, 대한민국 거주 케냐 국민의 보호 육성, 외교 정책 홍보, 문화, 학술, 체육 협력, 여권, 입국 사증 발급 및 영사 확인 업무 등이다.

## 같이 보기
- 케냐의 재외공관 목록
- 대한민국 주재 외국공관 목록
- 주케냐 대한민국 대사관
- 대한민국-케냐 관계